# Romlott
Romlott egy falu Romániában, Szilágy megyében.

## Fekvése
Szilágy megyében, Zilahtól keletre, Zilah és Galponya között fekvő település.

## Nevének eredete
Nevét a településen található romos (romlott) váráról kapta.

## Története
A település és környéke már az ókorban lakott hely volt. Határában római korból származó épületek maradványai, vár nyomai kerültek napvilágra a 19. század elején. Romlott nevét az oklevelek 1408-ban említették először Romlott, 1460-ban pedig Romloth néven írták nevét.
A falu Hadad várának tartozéka volt, egy részébe pedig a Kusalyi Jakcs Mihályt iktatták be. Az 1750 évi összeírás szerint 231 lakosa volt, valamennyien görögkatolikusok. 1760-ban gróf Toldi Ádám birtoka volt a falu nagy része. 1837-ben birtokosai a gróf Rédei és gróf Kun családok, báró Wesselényi, Báró Józsinczki, valamint a Máte, Pap és Ketheli családok. 1890-ben 381 lakosa volt, ebből 17 magyar, 1 német, 359 oláh, 4 egyéb nyelvű, melyből 1 római katolikus, 23 görögkatolikus, 337 görögkeleti, 1 református, 19 izraelita. A házak száma 64.

## Nevezetességek

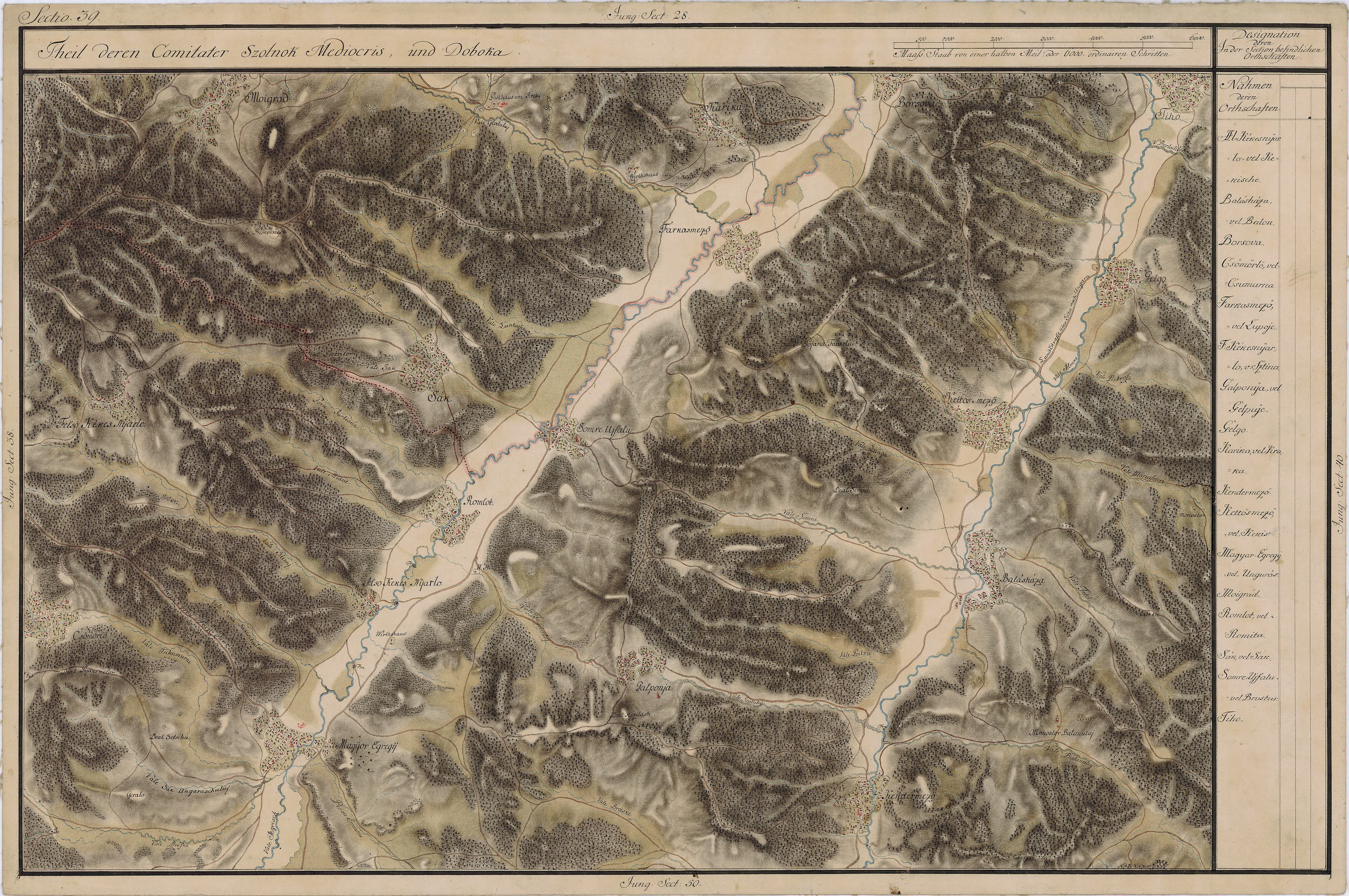
Romlott és környéke egy 1700-as évekből való térképen

- Görögkeleti fatemploma.